# Liste der Baudenkmale in Brockum
In der Liste der Baudenkmale in Brockum sind alle Baudenkmale der niedersächsischen Gemeinde Brockum aufgelistet. Die Quelle der  Baudenkmale ist der Denkmalatlas Niedersachsen. Der Stand der Liste ist der 13. März 2021.

## Allgemein
In den Spalten befinden sich folgende Informationen:
- Lage: die Adresse des Baudenkmales und die geographischen Koordinaten. Kartenansicht, um Koordinaten zu setzen. In der Kartenansicht sind Baudenkmale ohne Koordinaten mit einem roten Marker dargestellt und können in der Karte gesetzt werden. Baudenkmale ohne Bild sind mit einem blauen Marker gekennzeichnet, Baudenkmale mit Bild mit einem grünen Marker.
- Bezeichnung: Bezeichnung des Baudenkmales
- Beschreibung: die Beschreibung des Baudenkmales. Unter § 3 Abs. 2 NDSchG werden Einzeldenkmale und unter § 3 Abs. 3 NDSchG Gruppen baulicher Anlagen und deren Bestandteile ausgewiesen.
- ID: die Objekt-ID des Baudenkmales
- Bild: ein Bild des Baudenkmales, ggf. zusätzlich mit einem Link zu weiteren Fotos des Baudenkmals im Medienarchiv Wikimedia Commons. Wenn man auf das Kamerasymbol klickt, können Fotos zu Baudenkmalen aus dieser Liste hochgeladen werden:

## Brockum

### Einzelbaudenkmale
| Lage                                               | Bezeichnung              | Beschreibung | ID       | Bild           |
| -------------------------------------------------- | ------------------------ | --- | -------- | -------------- |
| Kirchstraße 64 52° 27′ 55″ N, 8° 25′ 8″ O          | Kirchturm                | Der Brockumer Kirchturm wurde 1894 aus Sandstein unter einem Pyramidendach errichtet. | 34430431 | Weitere Bilder |
| Butzendorfer Weg 9/11 52° 28′ 18″ N, 8° 25′ 58″ O  | Wohn-/Wirtschaftsgebäude | Das Zweiständer-Hallenhaus wurde 1812 unter einem reetgedeckten Satteldach errichtet. | 34430407 |                |
| Rahdener Straße (L346) 52° 27′ 51″ N, 8° 27′ 19″ O | Grenzstein               | Der Grenzstein wurde 1840/1841 aufgestellt und markierte die Grenze zwischen dem Königreich Hannover (Amt Lemförde) und dem Königreich Preußen (Kreis Minden). Heute ist es die Grenze zwischen Niedersachsen und Nordrhein-Westfalen. | 34430539 | BW             |
| Zur Sette 28 52° 28′ 0″ N, 8° 25′ 19″ O            | Wohn-/Wirtschaftsgebäude | Das Vierständer-Hallenhaus wurde 1886 unter einem Satteldach errichtet. | 34430495 | BW             |
| Zur Sette 41 52° 28′ 5″ N, 8° 25′ 20″ O            | Speicher                 | Der Fachwerkspeicher umfasst auch einen Backofen. | 34430519 | BW             |